# 城南市
城南市（韩语：／ Seongnam si */?）是韓國京畿道中央的一個市，位於韓國首都首爾的瑞草區、江南區以及松坡區以南，比鄰首爾，是韓國首都圈的其中一個高速發展的新城市。城南市面積141.82平方公里，人口932,867人（2021年4月）。由於城南市的人口接近100萬人，所以有要求升格為廣域市的請求。

## 地理
城南市距離首爾的市中心約26公里，北面是首爾市的三區，瑞草區、江南區及松坡區，東面是廣州市及河南市，西面是義王市、果川市，南面是龍仁市。
由於城南市距離首爾的江南區、瑞草區等副都心地帶非常近，它是不少上班族的理想置業地點，加上國鐵盆唐線的開通，使當地人口急速上升。

## 歷史
城南市取名於南漢山城之南側。公元前18年，百濟始祖溫祚王在城南市建立都邑。城南市原來是京畿道廣州郡的一部份，大韓民國建國初期開始開發。1973年7月1日，根據在同年3月12日制訂的法律第2597號，從原來廣州郡的大旺面 (대왕면)、樂生面(낙생면，事務所位於金谷里)·突馬面和中部面的丹垈里·上大院里·炭里·壽進里·福井里·倉谷里組成新的城南市

## 行政区划
全市分為三個區，分別是：西北部的壽井區(수정구)、東北部的中院區(중원구)及南部的盆唐區(분당구)。

### 警察
- 城南寿井警察署
- 城南中院警察署
- 盆唐警察署

### 消防
- 城南消防署

## 旅遊
城南市的南漢山城是城南市的名稱由來，因為城南市位於南漢山城的南門以南。南漢山城是朝鮮王朝時期興建的山城，位於首爾地鐵8號線“山城站”(822)及“南漢山城站”(823)之間。1636年丙子胡亂，新立國的滿清由可汗皇太極親自領兵，入侵當時的朝鮮，時任朝鮮國王的朝鮮仁祖曾經遷都往南漢山城達45日之久（欲逃江华岛不及，改入南汉山城），並與清軍苦戰。
該市旅遊景點尚有盆唐中央公園和栗洞公園。

## 國際交流
姊妹城市
- 巴西皮拉西卡巴 (1986年5月28日)
- 美国科羅拉多州奧羅拉 (1992年7月27日)
- 中国遼寧省瀋陽市 (1998年8月31日)
- 納曼干州納曼干 (2009年9月22日)

友好城市
- 日本靜岡縣清水市 (於2004年與靜岡市合併)
- 中国廣東省惠州市 (2016年5月19日)

## 其他
- 城南一和
- 河利秀
- 板橋新都市

## 外部連結
- 官方網頁 （页面存档备份，存于）

37°26′19″N 127°08′16″E / 37.4386°N 127.1378°E